# دلتای اوکاوانگو

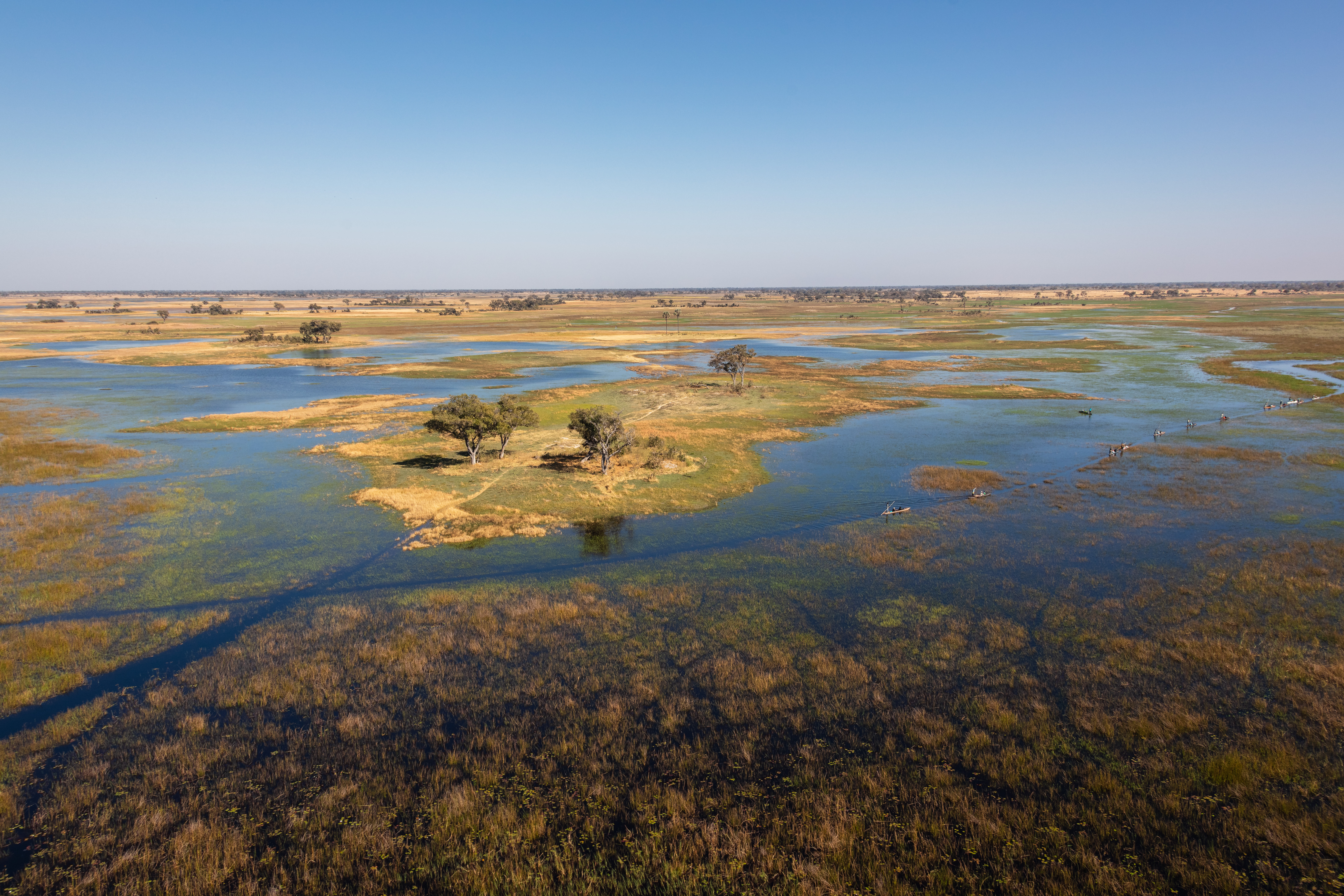
نگاره‌ای هوایی از دلتای اوکاوانگو.

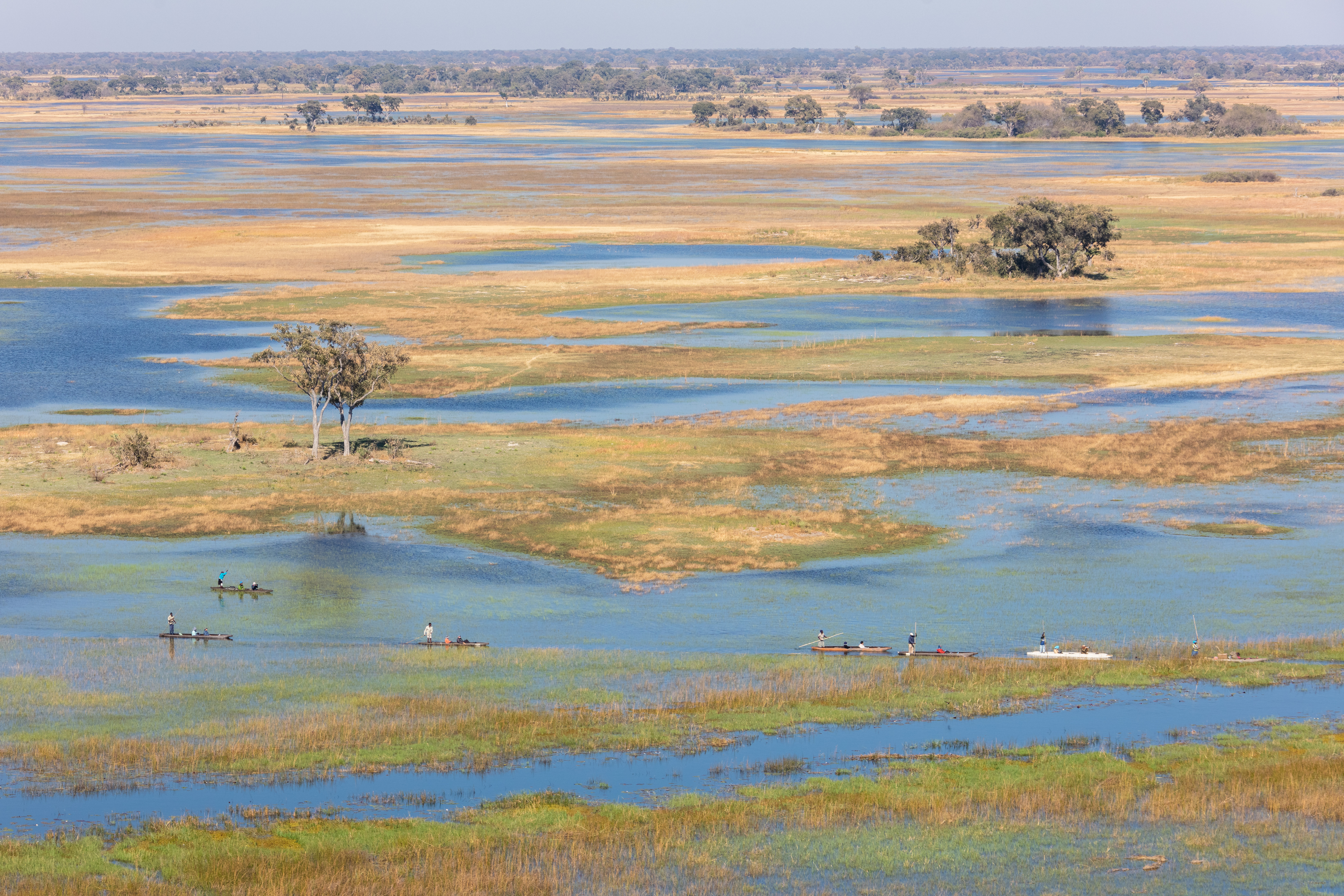
نگاره‌ای هوایی از دلتای اوکاوانگو. در تصویر بزرگ‌شده، طبیعت‌گردان نشسته بر قایق‌های افراد محلی دیده می‌شوند.

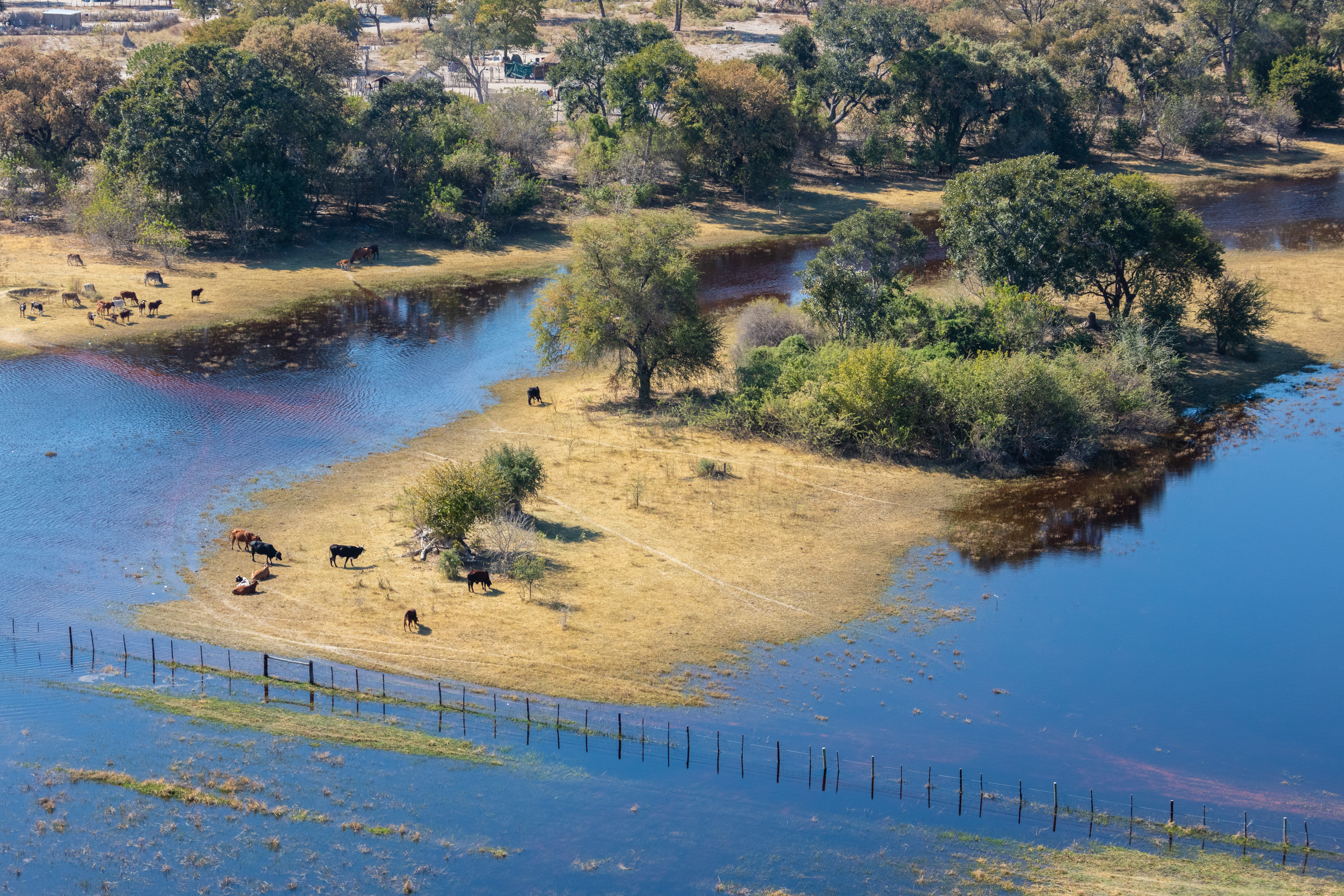
نگاره‌ای هوایی از دلتای اوکاوانگو.

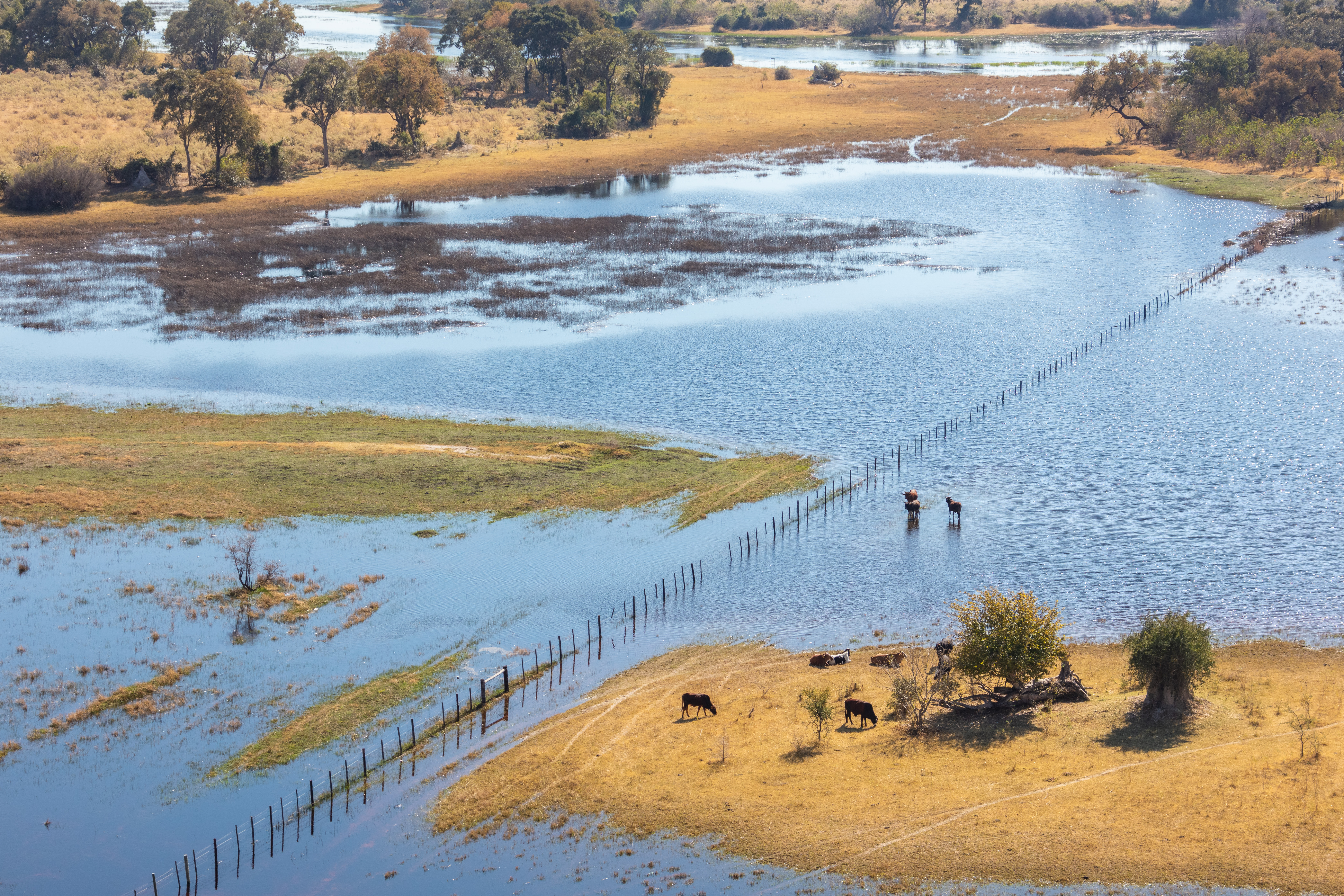
نگاره‌ای هوایی از دلتای اوکاوانگو.

دلتای اُوکاوانگو واقع در کشور آفریقایی بوتسوانا بزرگ‌ترین دلتای درون‌سرزمینی جهان است.
این دلتا با ۱۳ هزار کیلومتر مربع مساحت از مجموعهٔ درهم‌پیچیده‌ای از تالاب‌ها، نهرها و جزیره‌ها تشکیل شده و به همین خاطر به آن لقب «رودی که هیچ‌وقت به دریا نمی‌رسد» داده‌اند.
در آب‌های این دلتا گردشگران با ماکورو (کانوهایی با تنه درخت) سفر می‌کنند.

## نگارخانه

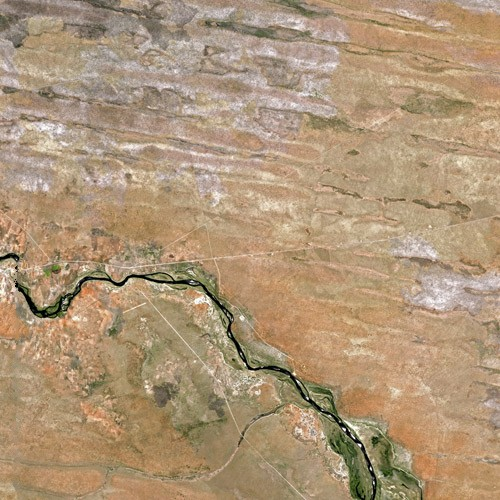
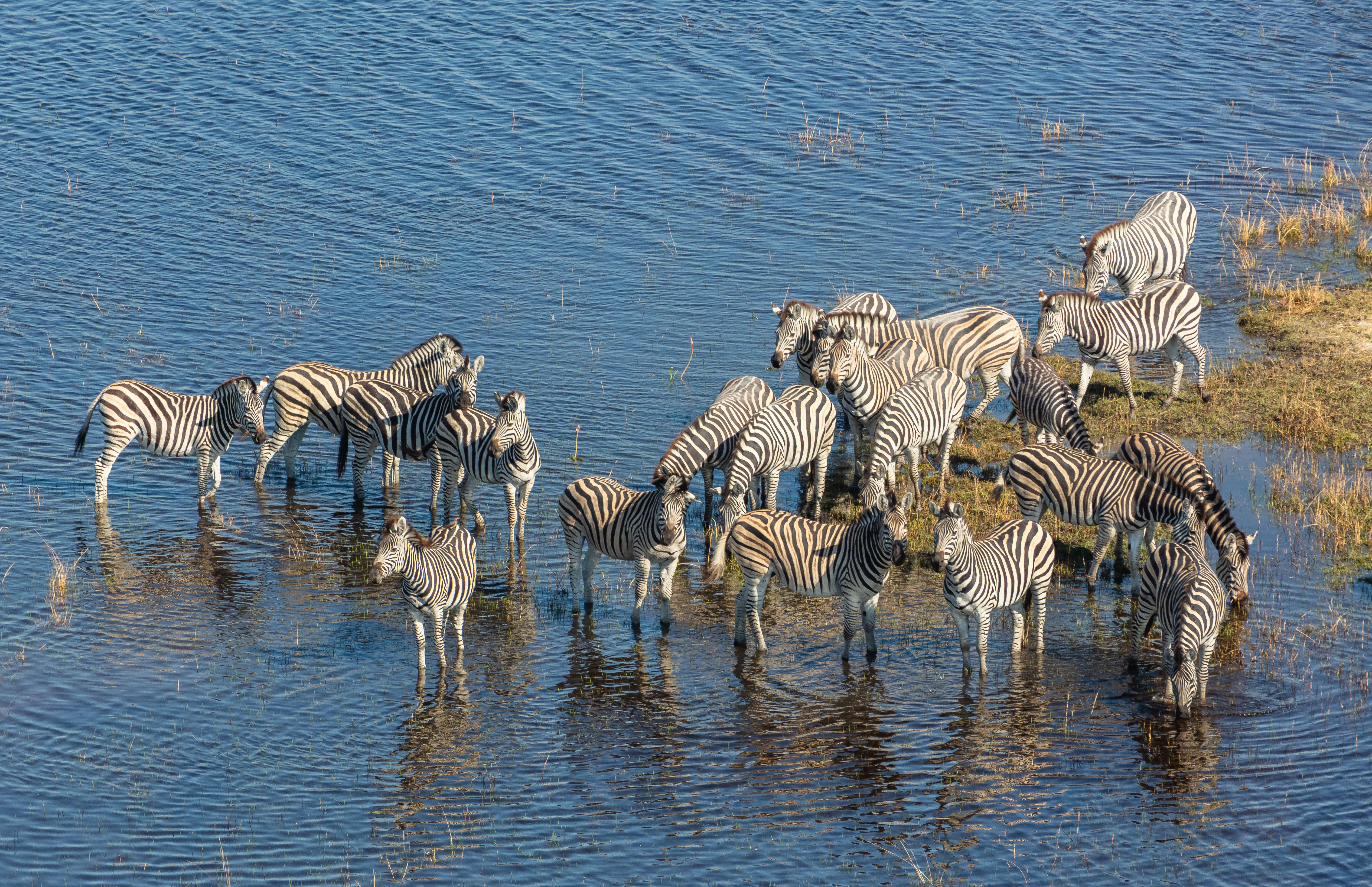
یک گله گورخر دشتی برچل در دلتای اوکاوانگو
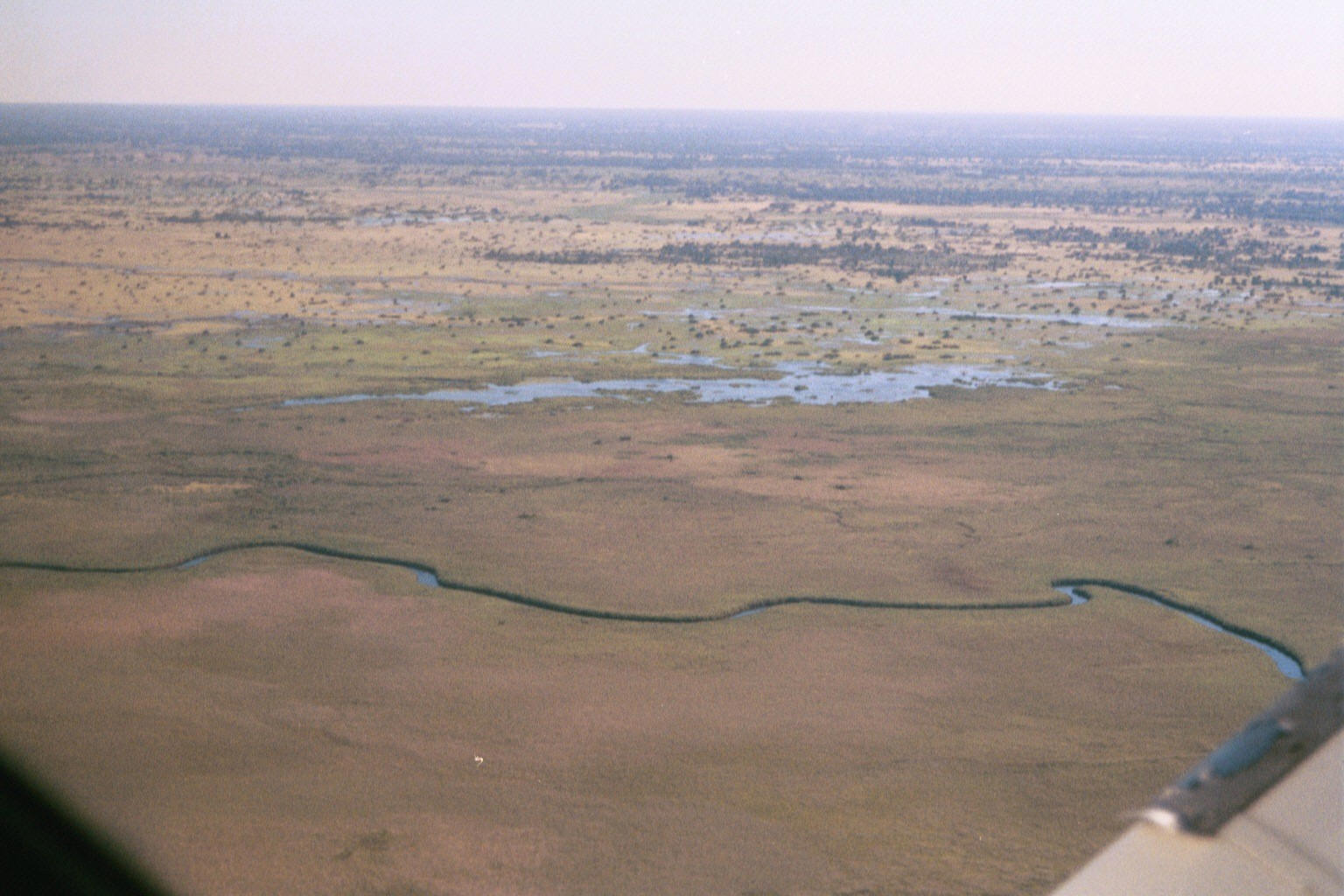
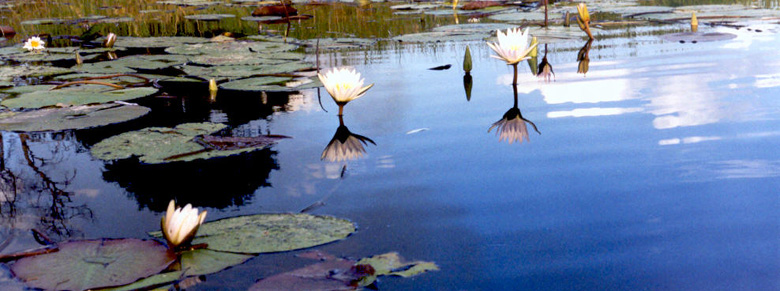
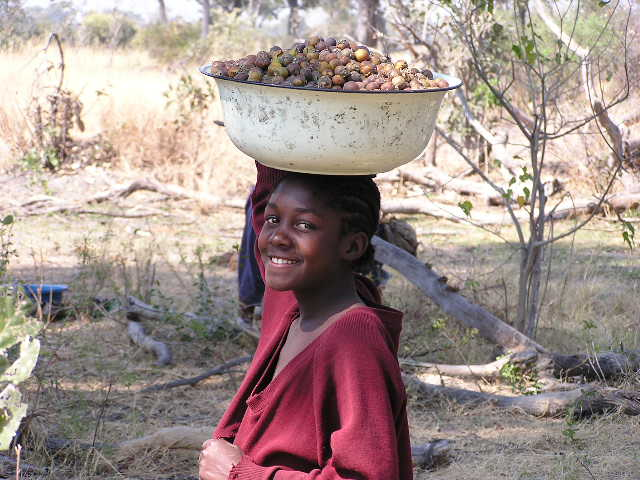
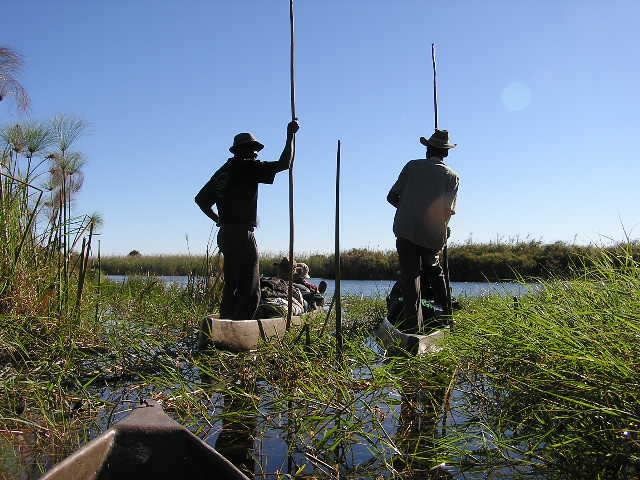
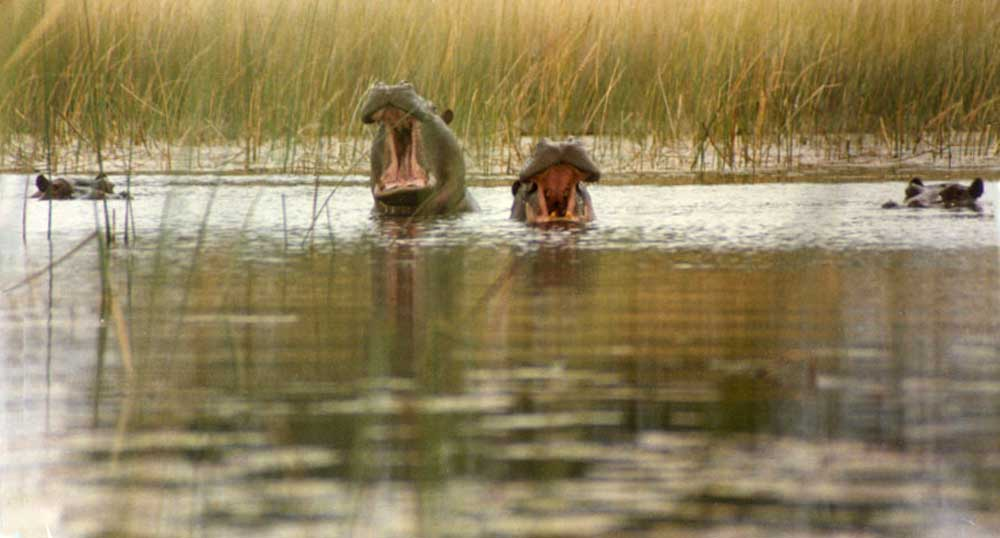
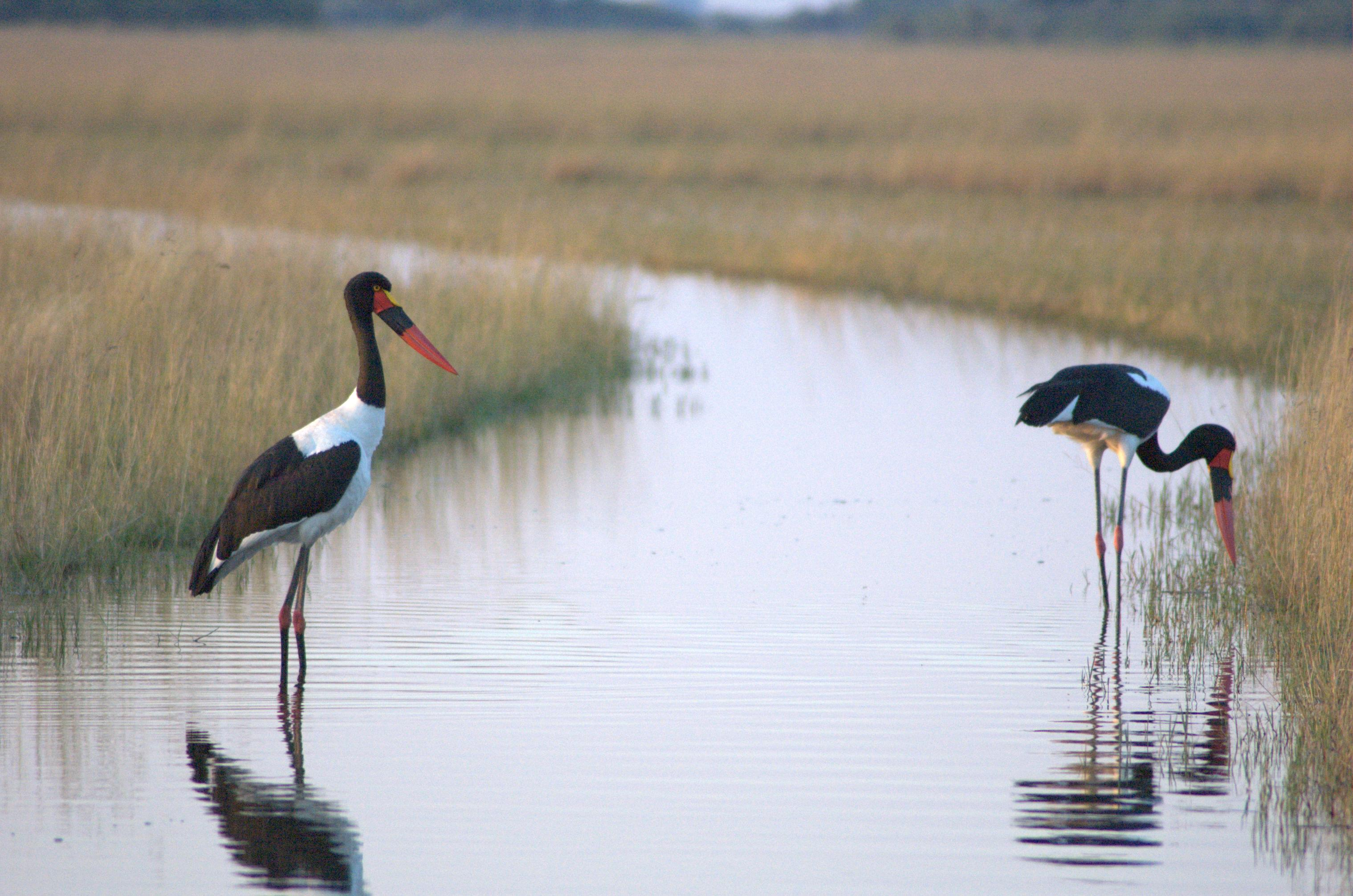
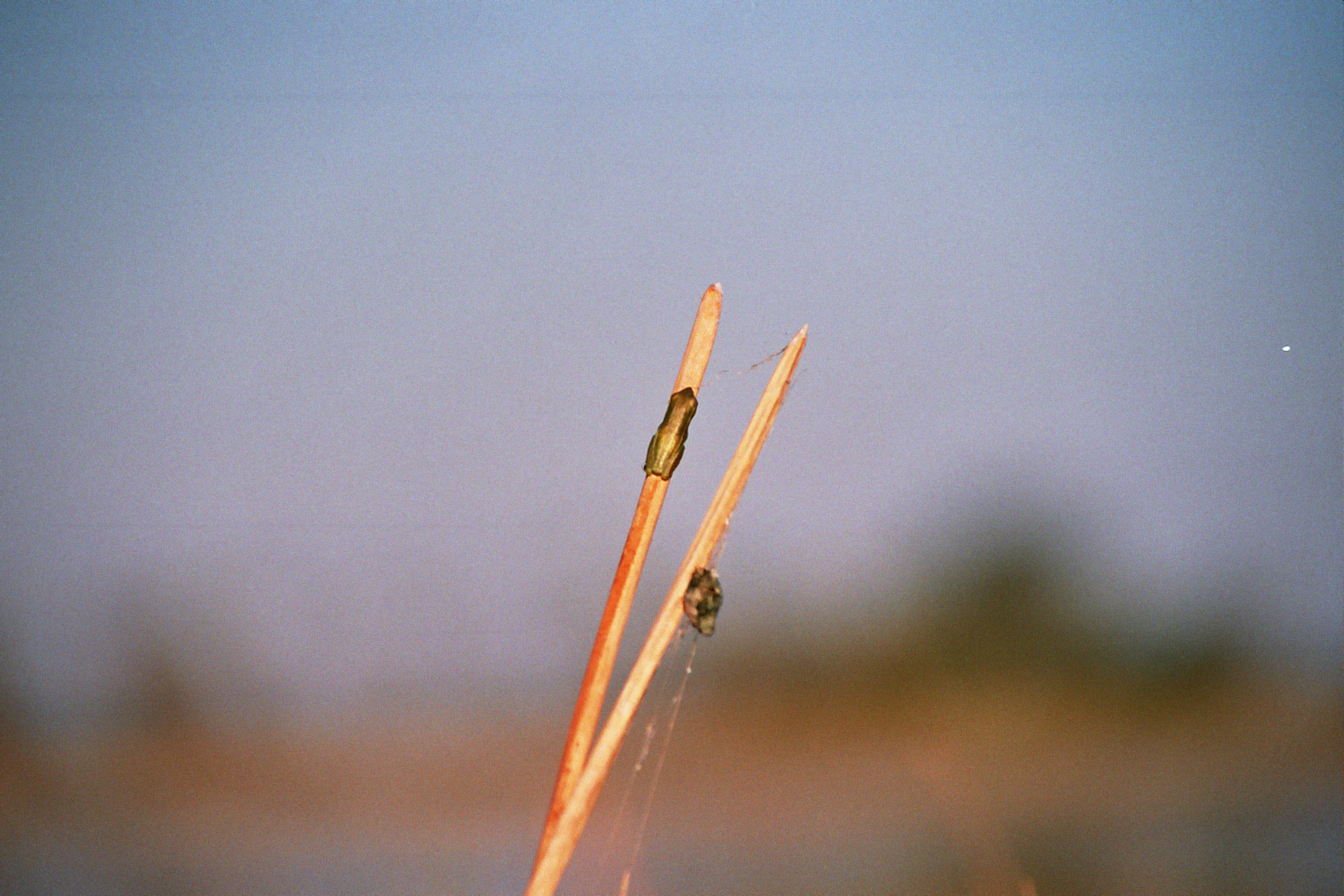
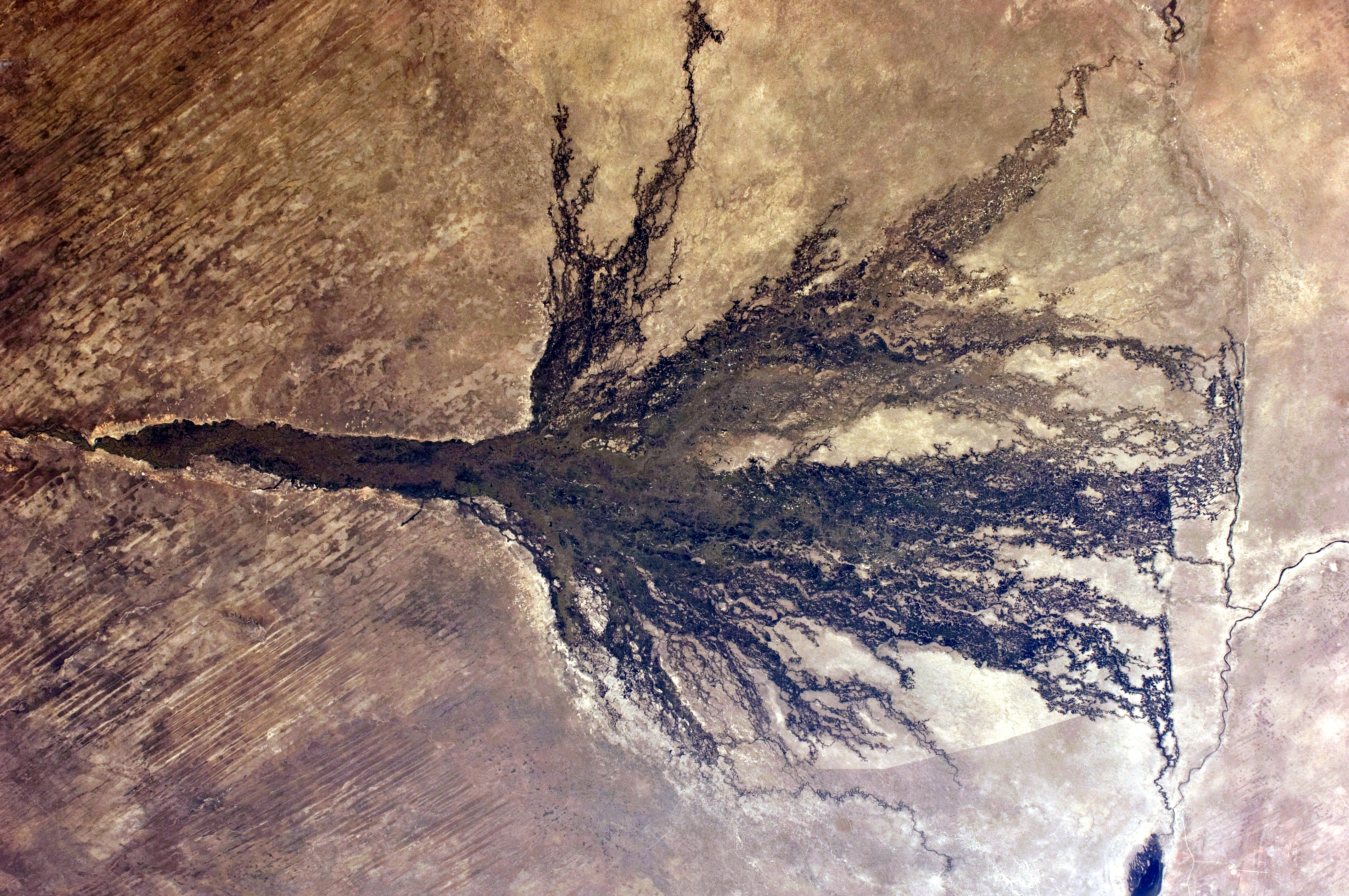
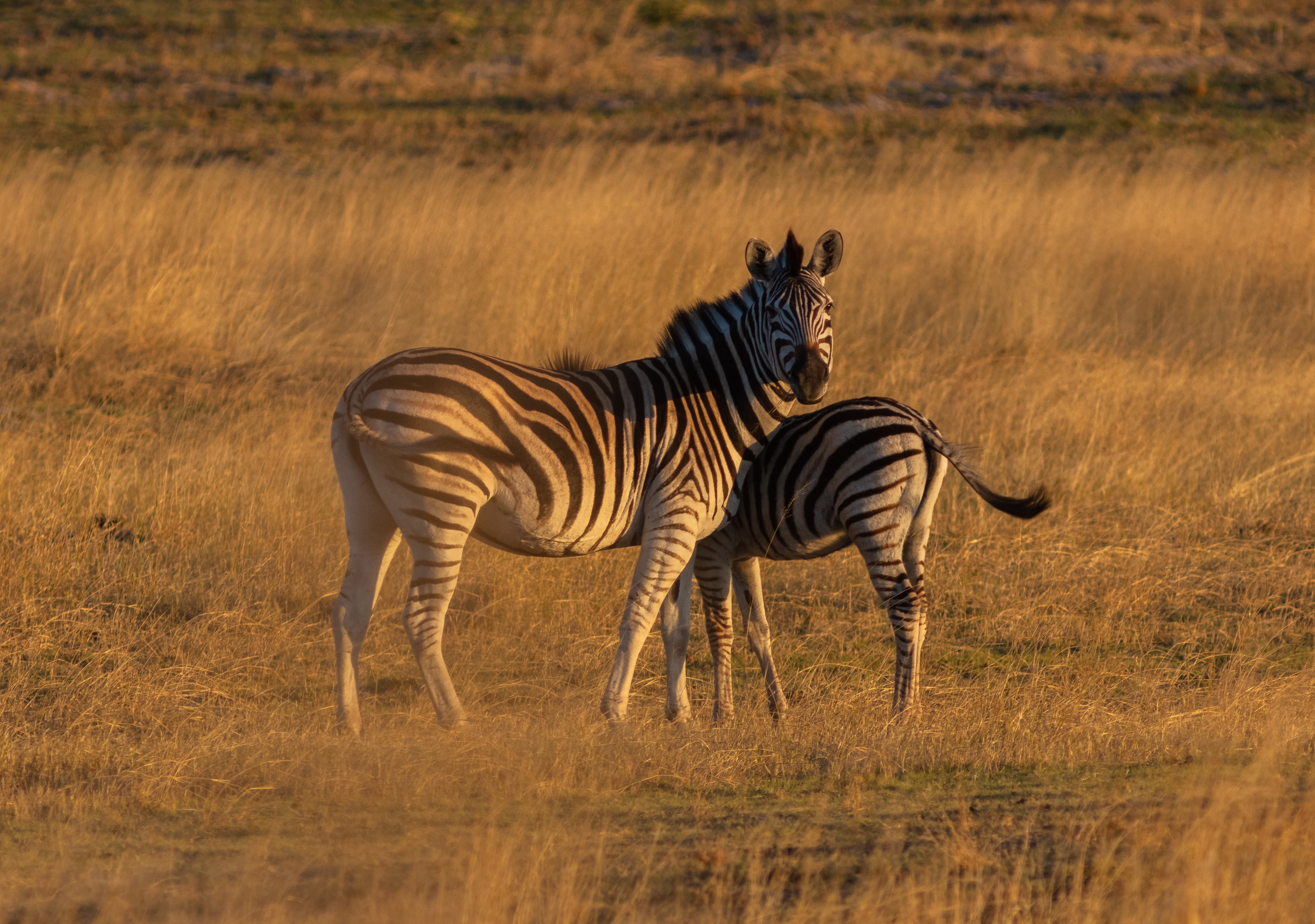
دو گورخر دشتی برچل